# Zana
Zana és una pel·lícula de drama, misteri i thriller kosovar del 2019 dirigida per Antoneta Kastrati. Va ser seleccionada com l'entrada de Kosovo a la Millor Pel·lícula Internacional als Premis Oscar de 2019, però no va ser nominada.

## Argument
Turmentada pel seu llarg passat reprimit i pressionada per la seva família per a buscar tractament de remeiers místics per a la seva infertilitat, una dona kosovar lluita per conciliar les expectatives de la maternitat amb un llegat de brutalitat en temps de guerra.

## Repartiment
- Adriana Matoshi com Lume
- Astrit Kabashi com Ilir
- Fatmire Sahiti com Remzije
- Mensur Safaqiu com Imam Murat
- Irena Cahani com a Embruixadora

## Crítiques
Stephen Dalton per The Hollywood Reporter anomena la pel·lícula " una experiència sensorial atractiva ».

## Premis
Adriana Matoshi va guanyar el premi a la millor actriu a la XXXV edició de la Mostra de València.